# Onthophagus ritsemai
Onthophagus ritsemai är en skalbaggsart som beskrevs av Lansberge 1883. Onthophagus ritsemai ingår i släktet Onthophagus och familjen bladhorningar. Inga underarter finns listade i Catalogue of Life.